# Спека
Спека — гаряче, дуже нагріте сонячними променями повітря. У метеорології, підвищення температури повітря від +30 °С до +34 °C; «сильна спека» від +35 °С і вище.  У побуті спекою називають високу температуру повітря в приміщеннях, нагрітих вогнем, розжареною піччю тощо.
У степовій зоні України щорічно буває сильна спека з середньою температурою понад +З5 °С, в деякі роки вона перевищує +40 °С. Рідше спека буває в зонах Полісся та Лісостепу.
Також спекою називають гаряча літня пору та надзвичайне напруження в чому-небудь, розпал чого-небудь. 

## Вплив на стан здоров'я
Під час літніх періодів підвищеної температури зазвичай спостерігається ріст смертності серед людей похилого віку, хворих на гіпертонічну хворобу, важкохворих. Підвищена температура погано впливає також на працездатність здорових людей, робить денну роботу малоефективною.